# Ludvig Siegstad
Ludvig Kristian Jeremias Siegstad (* 27. Februar 1873 in Ilulissat; † 13. Januar 1947 ebenda) war ein grönländischer Landesrat.

## Leben
Ludvig Siegstad war der Sohn des dänischstämmigen Handelsangestellten Jens Johannes Guldbrand Siegstad (1828–1882) und seiner vierten Frau, der Grönländerin Martha Magdalene (1826–1882). Er war das jüngste Kind aus den Ehen seines Vaters und seine Mutter war bei seiner Geburt schon 46 Jahre alt. Er heiratete am 29. August 1897 in Ilulissat in erster Ehe Else Louise Sofia Kathrine Olsen (1864–1937), Tochter von Niels Otto Jens Olsen und Susanne Cathrine. Nach ihrem Tod heiratete er am 23. Januar 1938 in Ilulissat in zweiter Ehe die ebenfalls verwitwete Hebamme Benigne Pauline Amalie Salomine Mølgaard geb. Johannessen (1904–?), Tochter von Nathaniel Albrecht Nikolaj Johannessen und Lisa Karen Kristine. Aus seiner ersten Ehe hatte er zwei Söhne, Johannes Otto Kristian Siegstad (1898–1914), der im Alter von 15 Jahren mit dem Kajak verunglückte, und Benjamin Karl Mathias Siegstad (1900), der schon nach anderthalb Monaten starb.
Ludvig Siegstad war als Jäger tätig. Von 1923 bis 1927 saß er für eine Legislaturperiode im nordgrönländischen Landesrat. Er starb 1947 mit knapp 74 Jahren in seinem Heimatort.